# Leopoldo La Rosa

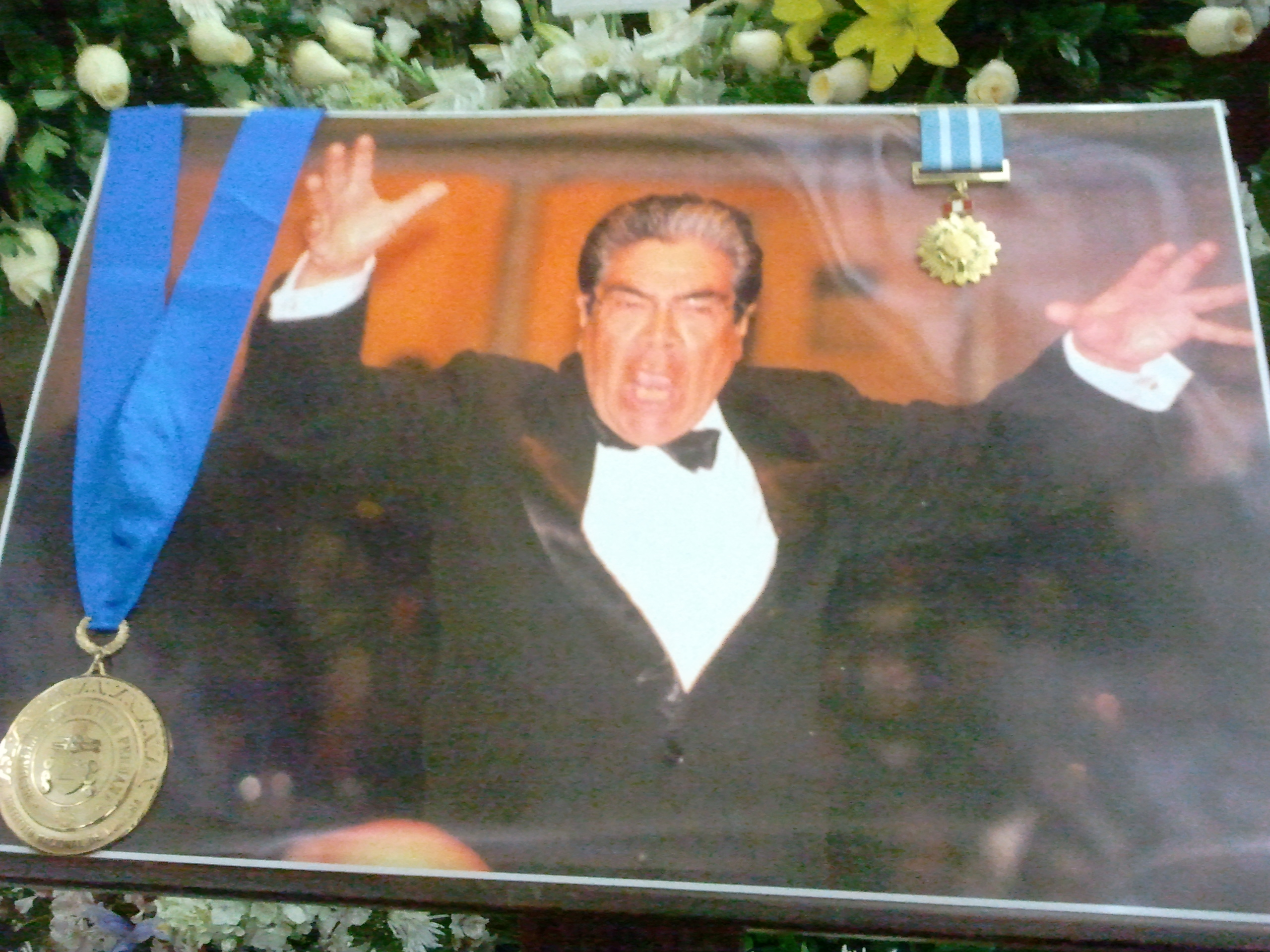
Leopoldo La Rosa

Leopoldo La Rosa (Lima, 1931 – Lima, 28 marzo 2012) è stato un organista, compositore e direttore d'orchestra peruviano.

## Formazione
Incominciò a suonare il grande organo della Cattedrale di Lima a 7 anni di età sotto la guida di suo padre anche lui organista.
Ha studiato Musica al Conservatorio Nacional de Música del Perú e nel 1950 è stato nominato organista e Maestro di Cappella della Cattedrale di Lima.
Dal 1953 al 1960 è vissuto in Europa dove ha studiato pianoforte con Carlo Lonati e Carlo Vidusso a Milano, composizione presso Riccardo Malipiero e Aurelio Maggioni sempre nel capoluogo lombardo, organo con  Gianfranco Spinelli (Milano), Franz Sauer (al Mozarteum di Salisburgo), Marcel Dupré e Olivier Messiaen (a Parigi), direzione d'orchestra sotto la guida dei maestri Igor Markevitch, Wolfgang Sawallisch, Erich Leinsdorf, Herbert von Karajan, Rogier Van Otterloo e Franco Ferrara (Radio Nederland-Hilversum).

## Attività
Ha organizzato e partecipato come compositore e pianista al Primo Concerto di Musica aleatoria per vari strumenti svoltosi a la Rotonda del Pellegrino di Milano, intitolato: Rumori alla rotonda, mercoledì 21 gennaio 1959, a cui parteciparono anche:
- John Cage (USA) con Duo e Music for piano,
- Walter Marchetti (Italia) con Gamapirt e Doppio,
- Juan Hidalgo (Spagna) con Ciu music quartet e Offenes trio.

Di Leopoldo La Rosa furono eseguiti Musica per pianoforte e tre timpani e Rimak. L'organico impiegato comprendeva: pianoforte, celesta, flauto, corno inglese, clarinetto basso, fagotto, viola, trombone, timpani, chitarra, claves, maracas e cuatros (strumenti venezuelani).
È stato per 17 anni direttore dell'Orquesta Sinfónica Nacional del Perù. In quel periodo ha diretto la prima mondiale di tutte le opere dei compositori giovani del Perù ed ha creato la "Settimana di lettura di nuove composizioni" per dare opportunità ai giovani compositori di ascoltare i suoi lavori o loro brani se fosse necessario.
Ha fatto eseguire per la prima volta in Perú le opere di compositori come Arnold Schönberg, Alban Berg, Anton Webern, Igor' Fëdorovič Stravinskij (Le Sacre du Printemps), Sergej Prokofiev (Romeo e Giulietta), Krzysztof Penderecki.
Ha introdotto in Perù la musica aleatoria
Ha diretto le Orchestre Sinfoniche di Messico, Colombia, Ecuador, Brasile, Argentina e Bolivia.
Come organista ha tenuto concerti in Perù, Ecuador, Messico e Brasile.

## Opere
- Ha scritto due opere liriche, Mercedes Barrientos e Caritas
- In campo sinfonico ha scritto: Andes, Ayacucho 1824, Cahuide, Rosmanyá 1,2 e 3, Musica para 5, Angamos, La Achirana, Las Líneas de Nazca, La Vendimia.
- Ha scritto inoltre le colonne sonore di: El Pórtico de la Gloria, Un Mulato Llamado Martín, Cuentos Inmorales, Sin Compasión e vari cortometraggi peruviani.